# Rosier miniature

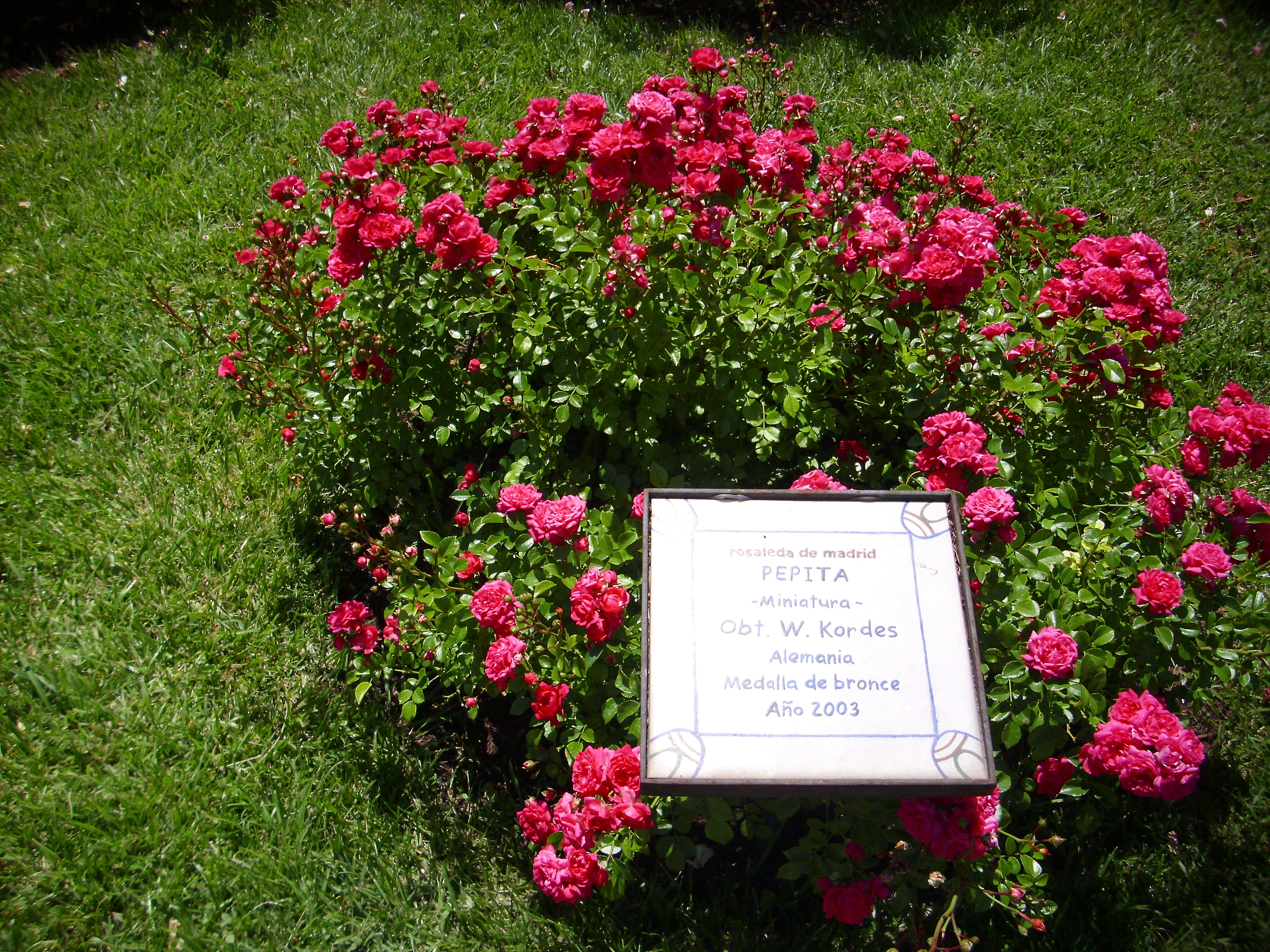
Rosiers 'Pepita' (Kordes 2003), au parc de l'Ouest de Madrid, médaille de bronze de Madrid 2003.

Les rosiers miniatures sont des rosiers de petite taille, moins de 40 cm. Ce sont presque exclusivement des rosiers modernes. Certains les considèrent comme une catégorie, d'autres pas, comme Peter Beales qui les classe dans leur catégorie botanique.

## Les quelques rosiers anciens miniatures
- Rosa chinensis 'minima' envoyé de l'Île Maurice ou obtenu en Angleterre entre 1805 et 1810. Il porte de nombreux noms : rosier bijou, rosier de Bengale nain, rosier de Bengale pompon, Fairy Rose. C'est le Rosa indica pumilla de Thory. D'une hauteur de 25 à 50 cm, il fleurit de juin à octobre. Ses fleurs de 3 cm, simples, sont rose pâle.
- 'Rouletii' trouvé par le colonel André Roulet et diffusé par Henry Correvon (Rosa rouletii Correv.), cultivé en pot dans le Jura, c'est Rosa chinensis 'minima' ou une mutation. Il n'a que 20 cm de haut, mais lui aussi fleurit de juin à octobre, avec de très petites (1,5 à 2 cm) fleurs doubles
- 'Pompon de Paris', obtenu en 1838, c'est soit un chinensis, soit un hybride de chinensis car issu de Rosa chinensis minima[1].

## Rosiers miniatures modernes
En 1935, Ralph Moore, pépiniériste à Visalia en Californie, où il a fondé la pépinière Sequoia Nursery, voit pour la première fois une rose miniature, 'Roulettii'. Son intérêt pour les miniatures commence, il entreprend des hybridations avec 'Tom Thumb' et 'Oakington Ruby'. Il développe un certain nombre de variétés qui éveillent l'intérêt pour les roses miniatures. 'Zee' sera le parent de nombreuses variétés de roses miniatures, sur les trois cents créées par Ralph Moore.
Le catalogue présente plus d'une centaine de variétés de miniatures de toutes couleurs, ou panachées comme 'Charlie Brown'. Et même une section de microminiatures comme 'Tom Thrumb', 'Trinket' ou 'Sungold'.
D'autres pépiniéristes ont aussi créé des rosiers miniatures entre autres :
- 'Cricri', 'Bigoudi' et 'Flame Meillandina' qui est un 'Madame Antoine Meilland' miniature de Meilland
- 'Baby Furax', polyantha nain de David Austin de 25 cm de haut.
- 'Pinocchio' et 'Polichinelle', aux fleurs striées de Delbard.
- 'Perla de Alcanada', rosier carmin, 'Perla de Montserrat', rosier rose et 'Rosina', rosier jaune de Pedro Dot.
- 'Pepita', de couleur rouge, 'Zwergenfee', de couleur rouge orangé et 'Zwergkönigin', de couleur rose de Kordes.

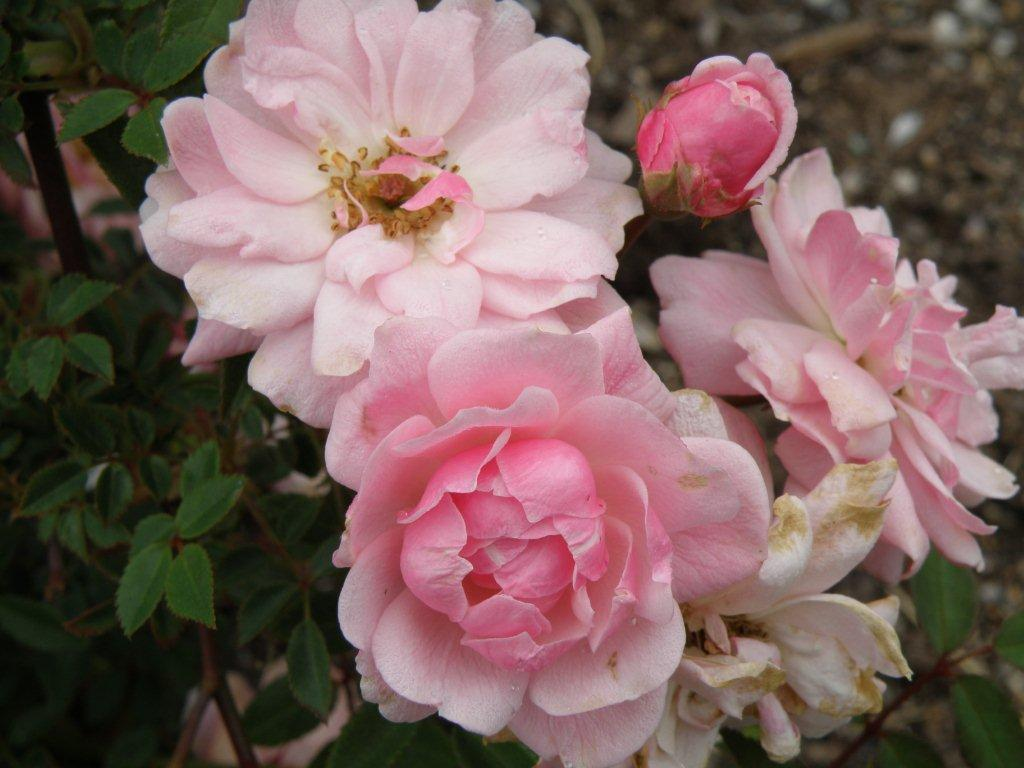
'Perla de Montserrat', Dot 1945
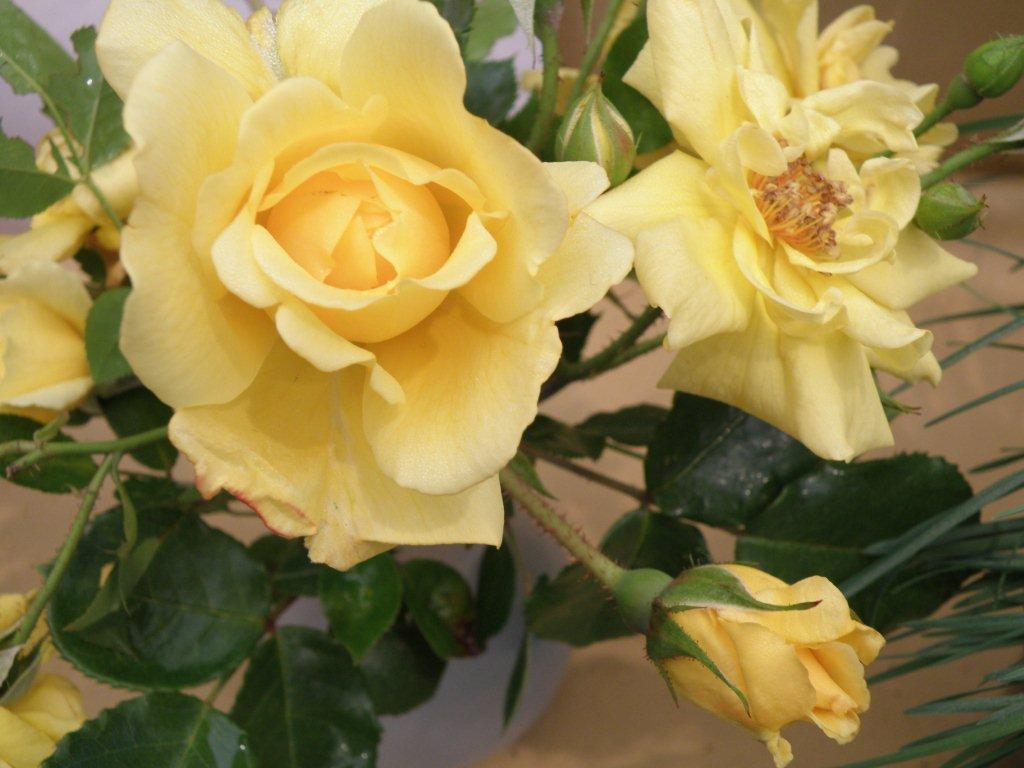
'Rosina', Dot 1951
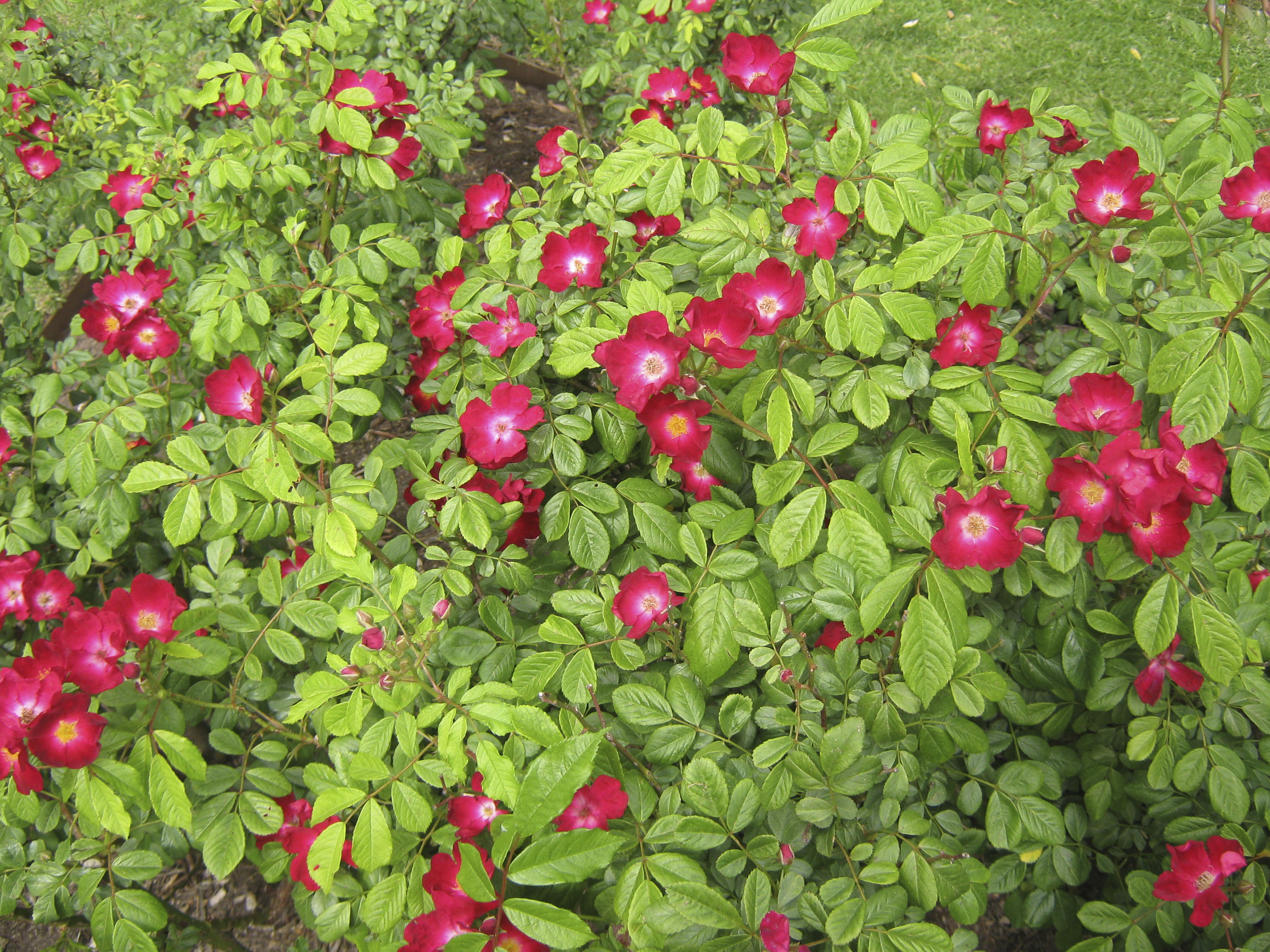
'Claret Cup', Riethmuller 1962
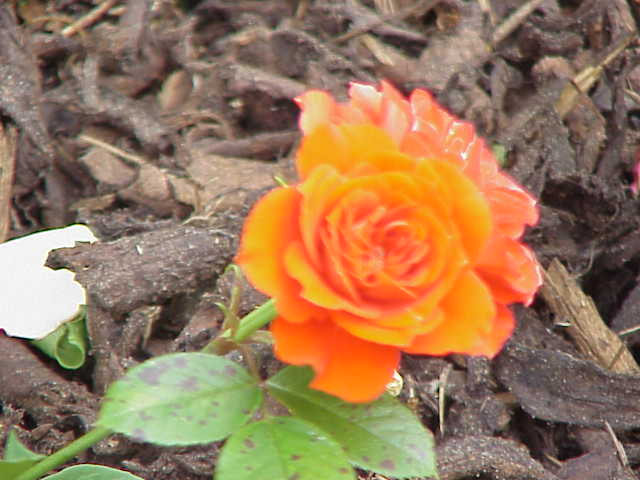
'Orange Meillandine', Meilland 1980
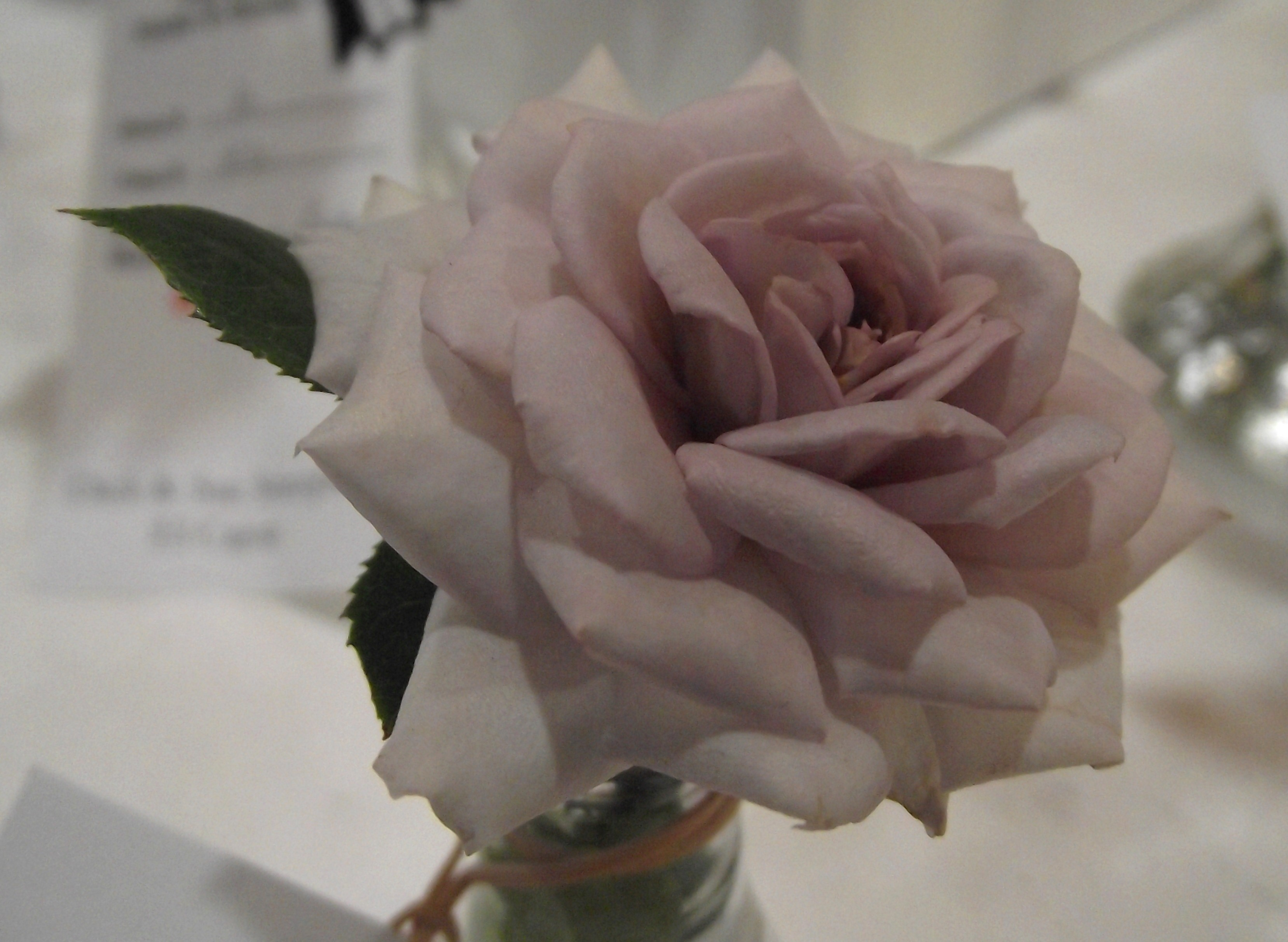
'Café Olé', Moore 1990
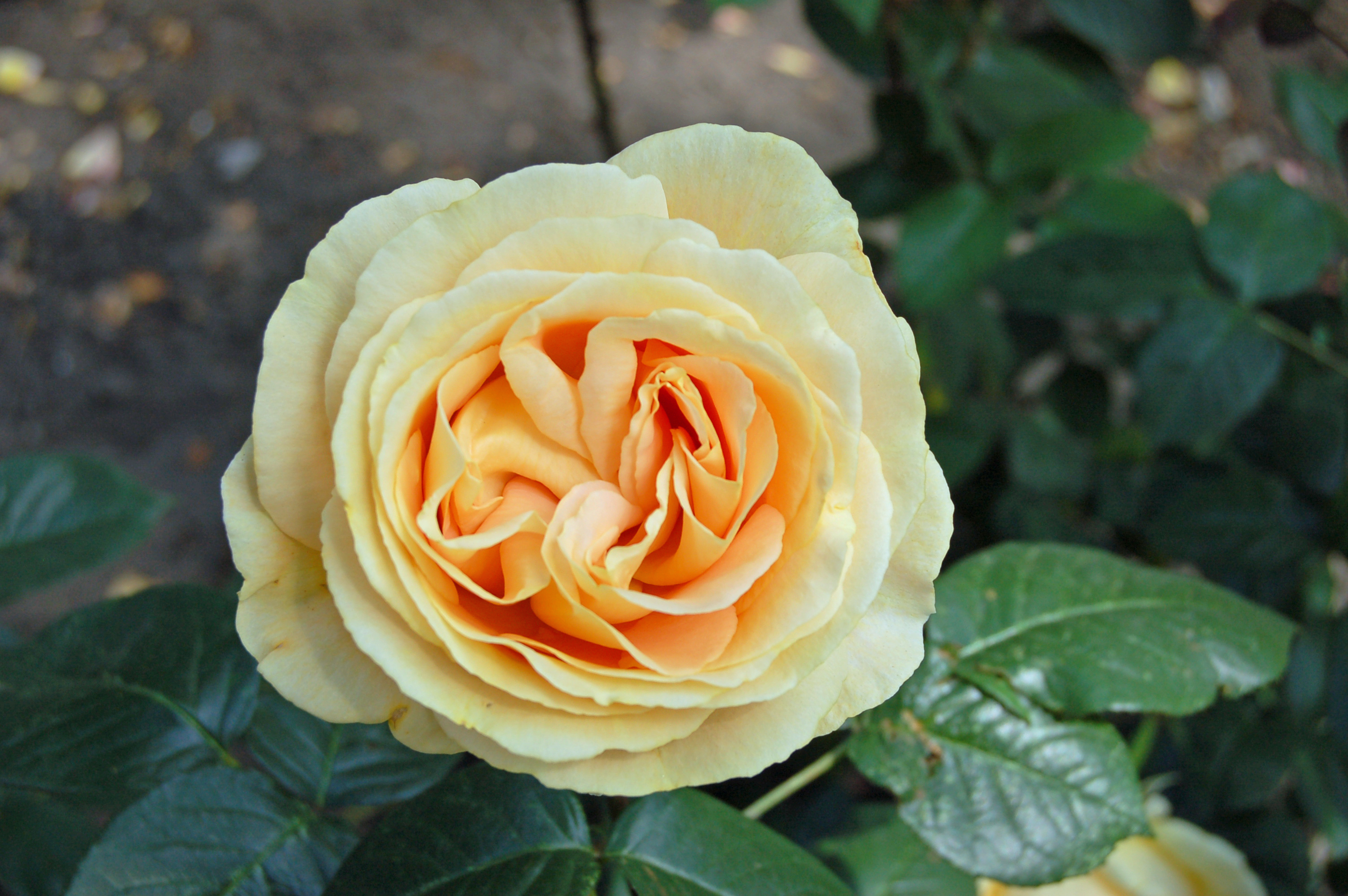
'Candle Light' ('Les Années Folles'), Tantau 2001
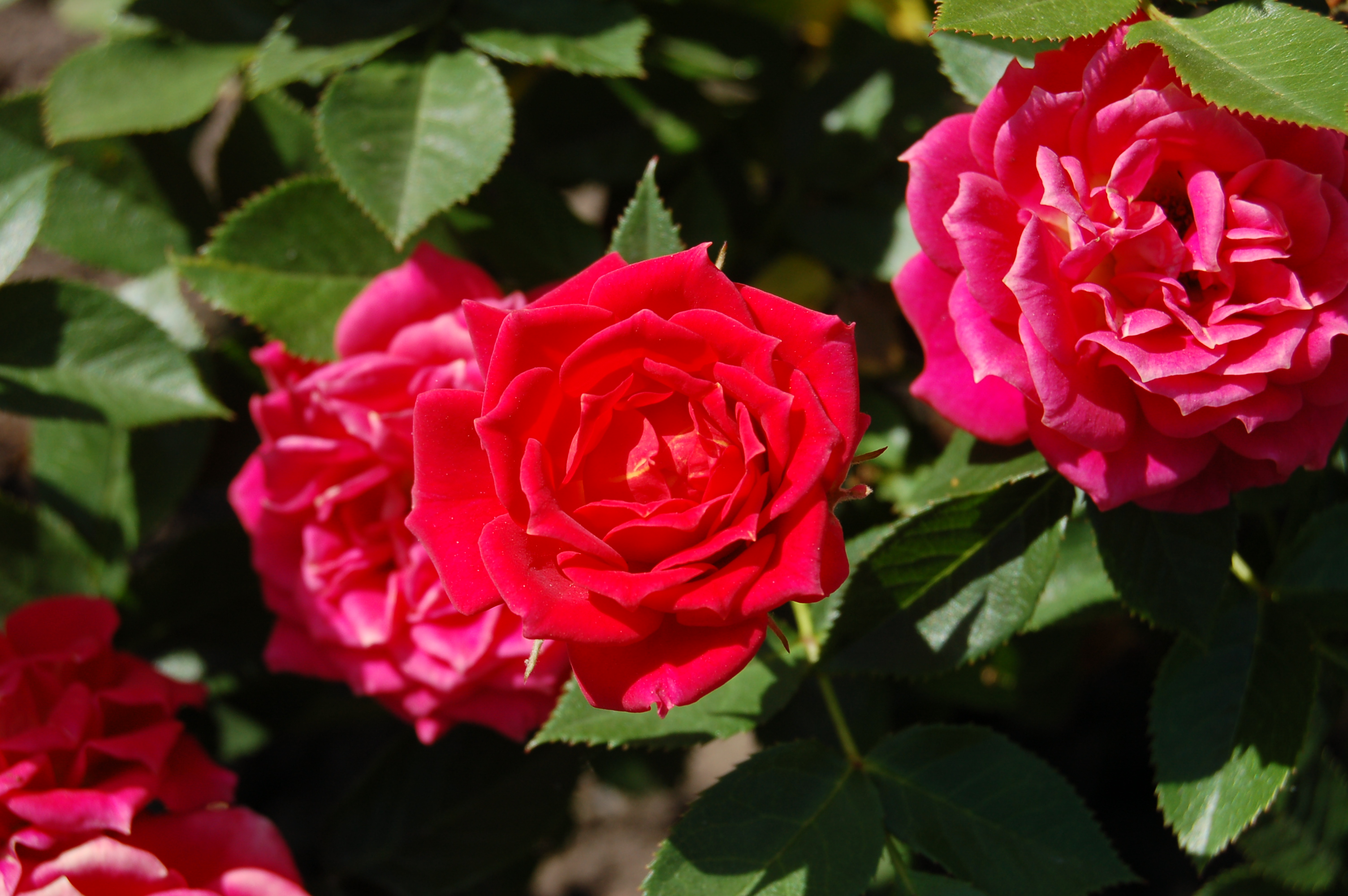
'Chilly Clementine', Tantau 2004
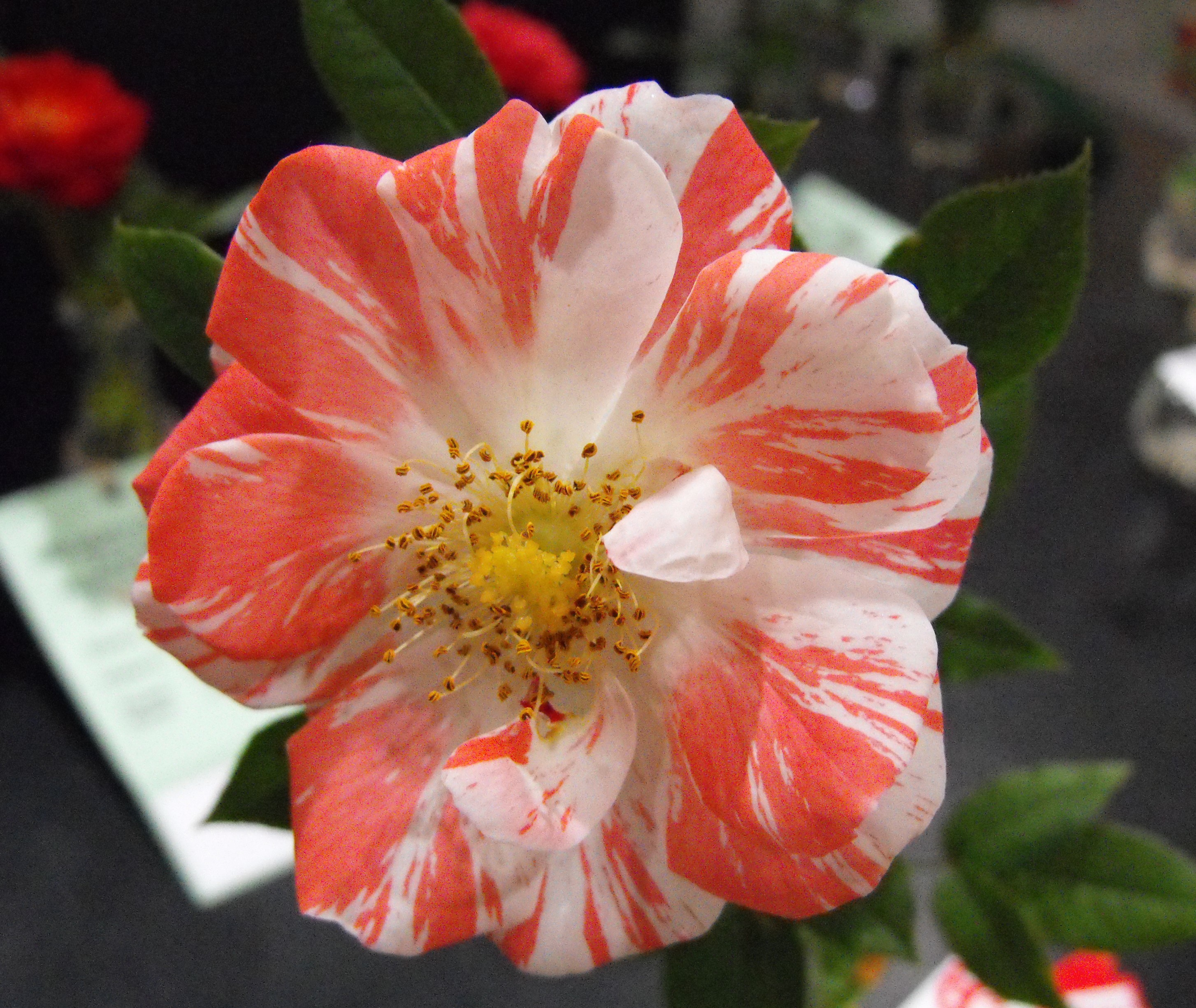
'Life Lines', Sproul 2004